# Euan Wallace
David Euan Wallace (ur. 20 kwietnia 1892, zm. 9 lutego 1941) – brytyjski polityk, członek Partii Konserwatywnej, minister w rządach Neville’a Chamberlaina.

## Życiorys
Był synem Johna Wallace’a i Minnie Pitcher, córki Jamesa Pitchera. Wykształcenie odebrał w Harrow School oraz w Royal Military Academy w Sandhurst. Służył w szeregach 2 pułku Life Guards. Walczył podczas I wojny światowej. Był czterokrotnie ranny i został wymieniony w rozkazie dziennym. Dosłużył się stopnia kapitana.
Po wojnie był specjalnym komisarzem ds. wybrzeża północno-wschodniego i adiutantem gubernatora generalnego Kanady w 1920 r. W latach 1922–1923 był deputowanym do Izby Gmin z okręgu Rugby. Następnie od 1924 r. reprezentował okręg wyborczy Hornsey.
W latach 1928–1929 był asystentem rządowego whipa. W 1929 i 1931 r. był młodszym lordem skarbu. W latach 1931–1934 był cywilnym lordem Admiralicji. W 1935 r. został wpierw podsekretarzem stanu w Ministerstwie Spraw Wewnętrznych, a następnie sekretarzem handlu zamorskiego. W 1937 r. objął stanowisko parlamentarnego sekretarza przy Zarządzie Handlu. W latach 1938–1939 był finansowym sekretarzem skarbu, a w latach 1939–1940 ministrem transportu.
Od 1936 r. był członkiem Tajnej Rady. Zmarł w 1941 r.

## Rodzina
26 listopada 1913 r. poślubił lady Idinę Sackville (1893-1955), córkę Gilberta Sackville’a, 8. hrabiego De La Warr, i lady Muriel Brassey, córki 1. hrabiego Brassey. Małżeństwo to zakończyło się rozwodem w 1919 r. Euan i Idina mieli razem dwóch synów:
- major David John Wallace (3 października 1914 – 17 sierpnia 1944), zginął podczas II wojny światowej, ożenił się z Joan Magor, miał dzieci
- Gerard Euan Wallace (23 października 1915 – 20 sierpnia 1943), służył w RAF-ie, zginął podczas II wojny światowej, ożenił się z Elizabeth Lawson, nie miał dzieci

10 maja 1920 r. poślubił Barbarę Lutyens, córkę sir Edwina Lutyensa. Euan miał z nią trzech synów:
- porucznik John Wallace (21 marca 1922 – 15 sierpnia 1946)
- Edward Peter Wallace (15 maja 1923 – 4 listopada 1944), służył w RAF-ie, zginął podczas wojny
- William Euan Wallace (ur. 7 lutego 1927), ożenił się z Elizabet Millar, nie ma dzieci